# Тунелев, Алексей Архипович
Тунелев, Алексей Архипович (1885, Кизлярский отдел, Терская область —  неизвестно) — Звеньевой колхоза имени Шаумяна, гор. Кизляр Грозненской области. Герой Социалистического Труда

## Биография
Родился в 1905 году в Кизлярском отделе Терской области, ныне – городской округ Кизляр Республики Дагестан. Русский. Во второй половине 1940-х годов работал звеньевым виноградарского колхоза имени Шаумяна городского округа Кизляр Грозненской области. В 1949 году возглавляемое им звено получило урожай винограда 218 центнеров с гектара на площади 3,9 гектара поливных виноградников. Указом Президиума Верховного Совета СССР от 12 июля 1950 года за получение высоких урожаев винограда в 1949 году Тунелеву Алексею Архиповичу присвоено звание Героя Социалистического Труда с вручением ордена Ленина и золотой медали «Серп и Молот».